# Комплекс Лая
Комплекс Лая — батьківське бажання вчинити дітогубство, зокрема щодо знищення спадкоємця чоловічої статі, щоб переконатися, що у нього не буде наступників.

## Міфологічний фон
Індоєвропейська міфологія містить ряд історій про знайдених, таких як Кір Великий або Ромул і Рем, яких вигнали після пророцтва про те, що вони замінять династію, в якій вони народилися. У грецькій міфології Кронос (римський Сатурн) пожер своє дитинча через страх, що хтось витіснить його. Лай в історії про Едіпа так само викидає останнього на смерть немовлям через (за словами Софокла) «якесь зле закляття… Кажучи, що дитина вб'є свого батька».

## Від міфу до комплексу
Тоді як Фрейд наголошував на синівському насильстві Едіпа щодо свого батька, Джордж Деверо в 1953 році ввів термін «комплекс Лая», щоб охопити відповідні почуття з боку батька — те, що він назвав «контр-едіповим» (Лаєвим) комплексом. Пізніші дослідження маскулінності помістили агресивні аспекти комплексу Лая в ширшу рамку агресії ссавців проти їх дитинчат: те, що Ґершон Легман назвав «вбивство батьком дітей чоловічої статі (тобто сексуально нецікавих)».
Було особливо підкреслено два специфічні психосексуальні аспекти комплексу. Одна наголошує на магічному мисленні, що стоїть за комплексом — підсвідомій вірі в те, що якщо у людини немає наступників, вона фактично буде безсмертною. Інший підкреслює нарцисизм у стосунках Лай/Едіп — віру в те, що в житті є місце лише для однієї фігури, що неминуче призводить до знищення того чи іншого конкурента, батька чи сина.
Наскільки применшення неврозу Лая (в ортодоксальному психоаналізі) можна пов'язати з тим, що Юлія Кристева назвала «батьківським баченням дитинства» Фрейда, для ХХІ століття залишається відкритим питанням. Браха Ліхтенберг Еттінґер представила комплекс Лая «сам по собі», не в термінах «контр-Едіпа», а перед ним, у рамках феміністського психоаналізу в термінах бажання аналітика знищити пацієнта та використати його креативність і сексуальність, не як контртрансферентна реакція на пацієнта (як на «сина» чи «доньку»), а як пряме перенесення аналітика на пацієнта. Прояви такого комплексу Лаюса під час лікування, за Еттінгером, близькі до психозу (не неврозу) і можуть призводити до утворення психотичного фолі-а-де.